# Léderer András
Léderer András (Budapest, 1984. augusztus 27. –) magyar politikus, 2006 és 2009 között az SZDSZ Új Generáció elnöke. Az SZDSZ Országos Ügyvivői Testületének tagja volt, 2009-ben kilépett a pártból.

## Tanulmányok
1991 és 2003 között a budapesti Lauder Javne Zsidó Közösségi Óvoda, Általános Iskola, Középiskola és Zenei Alapfokú Művészeti Iskolában tanult. Jelenleg egyetemi hallgató az Eötvös Loránd Tudományegyetem Bölcsészettudományi Karán történelem szakon.

## Politikai pályafutása
A közéletben aktívan 2002-ben kapcsolódott be, ekkor lett az SZDSZ tagja. 2003-ban az SZDSZ Új Generáció országos ügyvivőjének választották, 2004-ben a szervezet alelnöke lett. John Emese távozása után, 2006-ban lett az SZDSZ Új Generáció elnöke, 2008-ban újraválasztották. 2008-ban a Szabad Demokraták Szövetsége Országos Ügyvivői Testületének tagjává választották. Az országos pártvezetés tevékenysége miatt 2009-ben előbb lemondott ügyvivői pozíciójáról, később az Új Generációban betöltött tisztségéről is, majd kilépett a pártból.
Homoszexualitásáról a legnagyobb közösségi portálon nyilatkozott.

## Külső hivatkozások
- Léderer András életrajza az SZDSZ honlapján
- Léderer kilépésének híre a Hírszerzőn